# Ruch postępowy

Rys.1

Rys.2

Ruch postępowy punktu materialnego jest to każdy ruch tego punktu opisywany przy użyciu wielkości charakterystycznych dla ruchu postępowego
- drogi S
- prędkości v
- przyspieszenia a

w odróżnieniu od ruchu obrotowego opisywanego wielkościami kątowymi (kąta, prędkości kątowej, przyspieszenia kątowego).

## Przykłady
Ruch punktu materialnego po okręgu można traktować w danej chwili jak ruch postępowy przypisując temu punktowi prędkość v (Rys. 1).
Z drugiej strony, czasem konieczne jest rozpatrywanie ruchu prostoliniowego jako obrotu wokół chwilowej osi. Na przykład przy wyznaczaniu prędkości kątowej jaką uzyska wahadło balistyczne po zderzeniu z pociskiem, wygodnie jest przypisać pociskowi poruszającemu się po linii prostej prędkość kątową względem osi wahadła (Rys. 2).